# Kartograf
Kartográf je oseba, ki deluje na področju kartografije, oziroma je strokovnjak, ki izdeluje zemljevide.
Prvi kartografi so delovali že v času Babilona, toda največji vzpon, ki je dvignil kartografijo na znanstveni nivo, so bili Grki (Dicearh, Hiparh, Ptolemaj, ...). 